# Meta Quest 3
Meta Quest 3 é um dispositivo de realidade virtual (VR) desenvolvido pela Reality Labs, uma divisão da Meta Platforms. Foi revelado em 1 de junho de 2023 e lançado em 10 de outubro de 2023 como sucessor do Meta Quest 2.
O fone de ouvido apresenta hardware atualizado com elementos do Meta Quest Pro, incluindo uma forma e lentes mais finas, além de sensores adicionais e câmeras de passagem coloridas destinadas a software de realidade mista.

## Especificações

### Hardware
O design do Meta Quest 3 é uma evolução do Meta Quest 2, combinado com elementos do Meta Quest Pro. Ele usa um par de monitores LCD com resolução por olho de 2064×2208 (um aumento em relação à resolução de 1832×1920 do Meta Quest 2), visualizados através de lentes semelhantes ao Meta Quest Pro para permitir um formato mais fino. A face do fone de ouvido é adornada com três “pílulas” contendo sensores e câmeras; cada uma das duas pílulas externas contém uma câmera monocromática usada para rastreamento posicional e uma câmera colorida usada para passagem de realidade mista. A pílula central contém um sensor de profundidade, que é usado em combinação com outros sensores para detectar o ambiente ao redor do usuário em busca de limites e experiências de realidade mista.
O Meta Quest 3 usa o Snapdragon XR2 Gen 2, um sistema em um chip fabricado pela Qualcomm e baseado no Snapdragon 8 Gen 2, que a Meta elogiou como tendo mais do que o dobro dos gráficos brutos (GPU) de desempenho do Snapdragon XR2 Gen 1 usado pelo Meta Quest 2 e outros headsets independentes semelhantes.
O fone de ouvido vem com controladores “Touch Plus”; eles são semelhantes em design aos controladores Touch Pro usados pelo Quest Pro e substituem o anel do sensor infravermelho por sensores infravermelhos no corpo do controlador, aumentados por sensores internos e entrada do rastreamento manual do fone de ouvido. Ao contrário dos controladores Touch Pro, eles não usam processador e câmeras dedicados para rastreamento de posição integrado e são alimentados por baterias AA em vez de baterias recarregáveis. O Meta Quest 3 também é compatível com os controladores Touch Pro.

### Software
O Meta Quest 3 é compatível com versões anteriores de todos os softwares do Meta Quest 2. O software existente pode receber atualizações para adicionar gráficos de maior fidelidade (incluindo texturas de alta resolução) ao executar o Meta Quest 3. Devido às limitações da plataforma, é difícil distribuir pacotes separados direcionados à Meta Quest 2 e Meta Quest 3 na Quest Store, o que pode fazer com que o software consuma armazenamento adicional no Meta Quest 2 devido à inclusão de ativos específicos do Meta Quest 3 em um pacote unificado.
Durante uma apresentação privada aos funcionários, o vice-presidente de realidade virtual da Meta, Mark Rabkin, afirmou que havia planos para o lançamento de 41 novos aplicativos e jogos da Quest, durante uma apresentação digital em 1º de junho de 2023, Meta apresentou títulos de Quest programados para a janela de lançamento do final de 2023, como Assassin's Creed Nexus VR, Asgard's Wrath 2, Ghostbusters: Rise of the Ghost Lord , I Expect You to Die 3, Avante, Simulador PowerWash , Samba de Amigo, Stranger Things VR, e Vampiro: A Máscara — Justiça entre outros. Durante o Connect, Meta anunciou que o Xbox Cloud Gaming estaria disponível como um aplicativo para Meta Quest 3 em dezembro de 2023.

## Recepção
Em um relatório prático publicado antes do lançamento oficial, o redator da Bloomberg, Mark Gurman, descobriu que o novo modo de passagem AR era significativamente melhor do que qualquer produto anterior, sendo bom o suficiente para ler e usar claramente o telefone, mas o rastreamento do controlador foi menos preciso. Meta explicou que melhorará a precisão do rastreamento do controlador ao longo do tempo antes do lançamento com uma variedade de tecnologias de rastreamento e atualizações de software já descobertas, mas ainda não implementadas.
A Wired elogiou o hardware atualizado do Meta Quest 3 e seu formato por ter um ajuste mais confortável e seguro. Considerou-se que as câmeras coloridas de passagem eram melhores do que as câmeras monocromáticas anteriores, mas ainda tinham uma aparência desfocada e que os aplicativos disponíveis não usavam a realidade mista em todo o seu potencial. A interface do usuário também foi criticada por permanecer praticamente inalterada em relação aos modelos anteriores, carecer de funções de gerenciamento de aplicativos e ter caminhos de migração pouco claros para dados salvos na nuvem de headsets Quest anteriores. Em conclusão, foi argumentado que "tudo o que faz, faz bem, mas não faz nada no ápice de sua classe", e que a Quest 3 "pode não ser suficiente para tornar a adoção convencional de VR ou MR uma realidade real."
Polygon elogiou da mesma forma as atualizações técnicas e ergonômicas do Meta Quest 3 e descreveu o dispositivo como sendo "muito mais completo fora da caixa, com menos áreas óbvias para melhorias do que o Meta Quest 2". Foi notado que poucos jogos foram atualizados especificamente para Meta Quest 3 no lançamento, mas aqueles que o fizeram tiveram uma fidelidade visual melhorada (como Red Matter 2, que foi descrito como próximo da fidelidade de Half-Life: Alyx) e que as melhorias de desempenho não eram universais entre os títulos existentes ainda não atualizados. Argumentou-se que a biblioteca de software nativo do fone de ouvido tinha "experiências valiosas", mas que "o feed de jogos novos e interessantes do Meta é lento em comparação com o ritmo de lançamento definido pelos consoles de jogos tradicionais", e que o Meta Quest 3 "parece meio que uma atualização de console de meia geração, mas sem o benefício de ter dezenas de jogos incríveis que parecem muito melhorados desde o início."